# Manresa
Manresa es una ciudad y municipio español, capital de la comarca del Bages, en la provincia de Barcelona, comunidad autónoma de Cataluña. Se encuentra situada en el pla de Bages, cerca del ángulo donde confluyen los ríos Llobregat y Cardener. Con una población de 80 201 habitantes (INE 2024), es la ciudad más poblada del Bages y de la Cataluña Central. Se encuentra a 65 km al norte de la ciudad de Barcelona y marca el límite entre el área industrial alrededor de Barcelona y el área rural del norte.
La ciudad forma un lazo muy importante de comunicaciones, acentuado con el eje del Llobregat y el transversal, entre la montaña y el mar, entre las planas interiores del Urgel y la Segarra y las comarcas orientales de la región. En cuanto a la economía, Manresa destaca por su industria textil, química y maquinaria, si bien en las últimas décadas ha sustituido la industria por el comercio. La ciudad también destaca por su conjunto medieval, con sus puentes sobre el río Cardener y su colegiata de estilo gótico (llamada La Seo). Además, en esta ciudad también se encuentran iglesias de estilo barroco, así como interesantes edificaciones modernistas.
Durante la guerra de la Independencia española, el somatén de Manresa venció a las tropas francesas cerca de El Bruc (junio de 1808), pese a que los franceses, ya en retirada, quemaron y derribaron gran parte de la ciudad. Después de la expulsión de las tropas napoleónicas, los manresanos reconstruyeron la ciudad mediante los escombros.

## Geografía

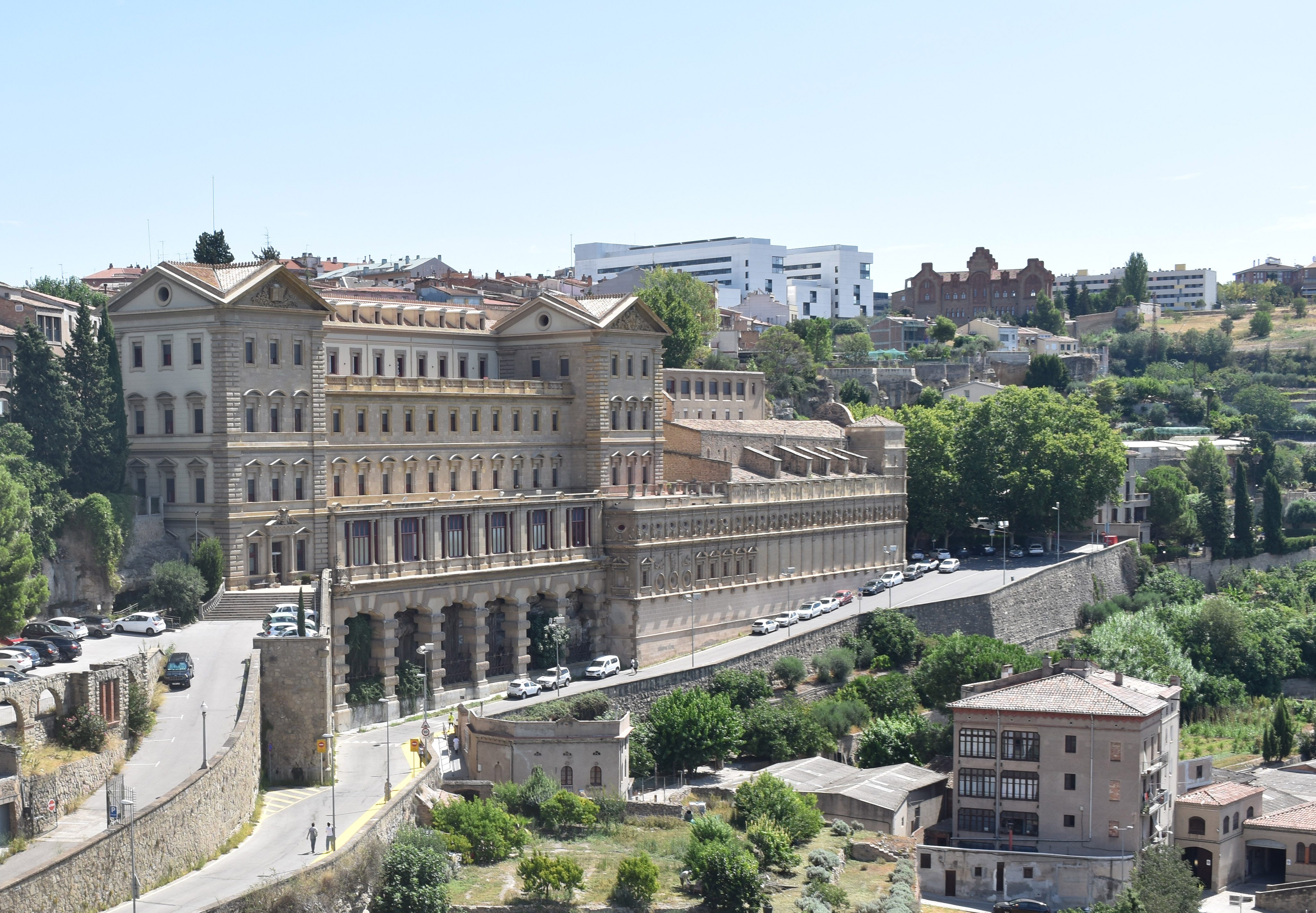
Cueva de San Ignacio

Situada en el centro de Cataluña, el río Cardener pasa por el sudoeste de la ciudad. Sin embargo, el municipio utiliza, para beber, el agua del río Llobregat, que pasa por el límite este del término. El agua es recogida a su paso por Balsareny y transportada a Manresa por una acequia hasta el parc de l'Agulla.
La orografía urbana está claramente marcada por la existencia de varios cerros (Puigcardener, Puigmercadal, Puigterrà, Puigberenguer y Tossal dels Cigalons).
El territorio, dentro de la cuenca de erosión del centro de la comarca, está rodeado por una serie de cerros marginales de poca elevación sobre el nivel del mar, como Collbaix (544 m), Bufalvent (387 m) y Montlleó (361 m),

### Clima
La ciudad de Manresa, ubicada a 238 m s. n. m., queda incluida dentro de la franja de clima mediterráneo de media montaña, caracterizada por una escasa pluviosidad y una acusada oscilación térmica anual. Los inviernos son fríos, con escarchadas y nieblas, y las temperaturas elevadas de los veranos producen condensaciones de vapor de agua. La ciudad presenta un régimen equinoccial de lluvias, en otoño y primavera. La media de precipitación registrada durante el período 1936–84 fue de 604,6 mm. Los tres meses de sequía son junio, julio y agosto con valores en torno a los 35-38 °C. Diciembre, enero y febrero son los meses más fríos del año. La amplitud térmica anual es en torno a los 19 °C.
La temperatura media calculada sobre la base de los últimos diez años ha sido de 7,0 °C en invierno, 14,0 °C en primavera, 15,1 °C en otoño y 23,3 °C en verano. La temperatura mínima absoluta se registró el 8 de enero de 1985, cuando los termómetros descendieron hasta los -21,5 °C. También destacan los -19,0 °C alcanzados el 28 de diciembre de 1962, y los -14,0 °C alcanzados el 1 de febrero de 1947. La lluvia en el período 1931 a 1969 fue de 619 l/m² anuales de media; la evapotranspiración anual fue de 763 litros; por tanto, hay un déficit de lluvia total de 154 litros que ocurre durante el verano; la lluvia se reparte en 94 días del año; se presentan dos máximos, muy similares, en primavera y otoño.

## Historia

### Prehistoria
Dentro del término de Manresa existen indicios de población neolítica de cuatro mil años atrás. Unas cuantas fosas sepulcrales, objetos de cerámica e industrias líticas en la zona del bosque de las Marcetes, en el barrio rural de Viladordis, dan testimonio de su paso.

### Edad Antigua
También se asentó un poblado íbero en el cerro del Puig Cardener. Recientemente se han recuperado diversos materiales, especialmente cerámicas, que permiten identificar la existencia de un poblado ibérico hacia el siglo VI a. C. que se mantendría hasta finales del siglo I a. C. Era, posiblemente, la capital de los lacetanos que habitaban las comarcas actuales de Bages, Solsonés, Noya y Segarra.
Claudio Ptolomeo, geógrafo griego del siglo I, ya cita una ciudad llamada Bacasis, y la sitúa a orillas del río, cerca de un cerro suave y rocoso. Podría ser perfectamente Manresa y, de hecho, de aquella palabra derivaría el nombre de la comarca: Bages.
El cónsul Catón tuvo que conquistar esta zona hacia finales del siglo I para evitar las luchas con los poblados costeros romanos. Se cree que los romanos bautizaron el primitivo núcleo urbano con el nombre de Minorisa (o Manorasa), con motivo de las varias veces que había sido destruida la ciudad durante guerras y batallas. Esta teoría, sin embargo, es cuestionada por otros historiadores, al no existir documentos de época romana que mencionen su existencia.

### Edad Media
La presencia de los árabes fue prácticamente testimonial. En 785 la abandonaron y quedó en tierra de nadie. Unos años más tarde, en 796, los cristianos la ocuparon y Manresa entró a formar parte de la Marca Hispánica. Pero de nuevo fue destruida en 827, durante la revuelta de Aysun, un noble godo que, ayudado por Guillemó, hijo del conde Bera de Barcelona, empezó una guerra contra los francos con el apoyo de los árabes (incluso con la del emir Abderramán II). La resistencia del conde franco de Barcelona, Bernardo de Septimania, la hizo fracasar. La importancia de este episodio es muy relevante, ya que fue el único intento de oposición del pueblo indígena godo contra el nuevo dominio franco. En 841 o 842, los árabes volvieron a destruir Manresa.
La reconquista definitiva de Manresa se produjo a finales del siglo IX a manos de Wifredo el Velloso, que restauró el obispado de Vich. El nuevo obispo, Gotmar, pidió ayuda a su correligionario Ermemir para remitir una petición al nuevo rey de Francia Odón I (Eudes), en la que solicitaba lugar para sus iglesias y un conjunto de derechos fiscales que hasta el momento recogía el conde del valle de Arlés y de los pagus de Manresa. El rey se lo concedió y reconoció por medio de un documento (precepto o privilegio) que firmó el 24 de junio de 889 en la ciudad de Orleans; es conocido como el «privilegio de Odón», donde, por vez primera, aparece el nombre de Manresa.
Posteriormente, a mediados del siglo X, se encuentra la primera referencia a Manresa como condado, que responde a una finalidad militar y de repoblación; las tierras centrales se habían despoblado casi por completo a causa de los enfrentamientos con los musulmanes de Lérida.
Después de la enésima destrucción sarracena acaecida hacia el año 1000, el obispo de Vich, el abad Oliva, acompañado por Ermesenda de Carcasona, el consejero Miró de Suria y otros nobles, clérigos, jueces y notarios, se reunieron y llamaron a seis testimonios con fama de honrados y de posición para rehacer los archivos y escrituras. Estos hombres viejos fueron los presbíteros Gaufredo y Bonfill, Perna, Gidela, Honofredo y Ennec. Estos nombres, extraños, son los primeros manresanos que se conocen por su nombre propio. El juez condal Ponç Bonfill y el levita Guifré, juez episcopal, les tomaron declaración y extendieron el acta correspondiente, que fue firmada por el conde, la condesa y el obispo, por los nobles Gombáu de Besora, Bernat Guifré de Balsareny y Miró de Suria, y por los clérigos Guillem, Guitard, Ermemir, Sunifredo y Viniá (también los primeros canónigos manresanos cuyo nombre se conoce).
La fisonomía de la pequeña ciudad del Puigcardener cambió radicalmente; se hizo una primera ampliación de las murallas, alargándolas y ensanchándolas, de manera que protegiesen, también, el Puigmercadal, llegando a rozar la pequeña iglesia de San Miguel, en la actual calle del mismo nombre.
Manresa tenía una gran importancia militar como sede de un condado sin conde, un territorio muy extenso que llegaba hasta las cercanías de Lérida, vigilado por la altas torres denominadas, precisamente, «torres manresanas». En el siglo XII se produjo un nuevo ataque sarraceno, pero la ciudad, mejor organizada, pudo rehacerse rápidamente.

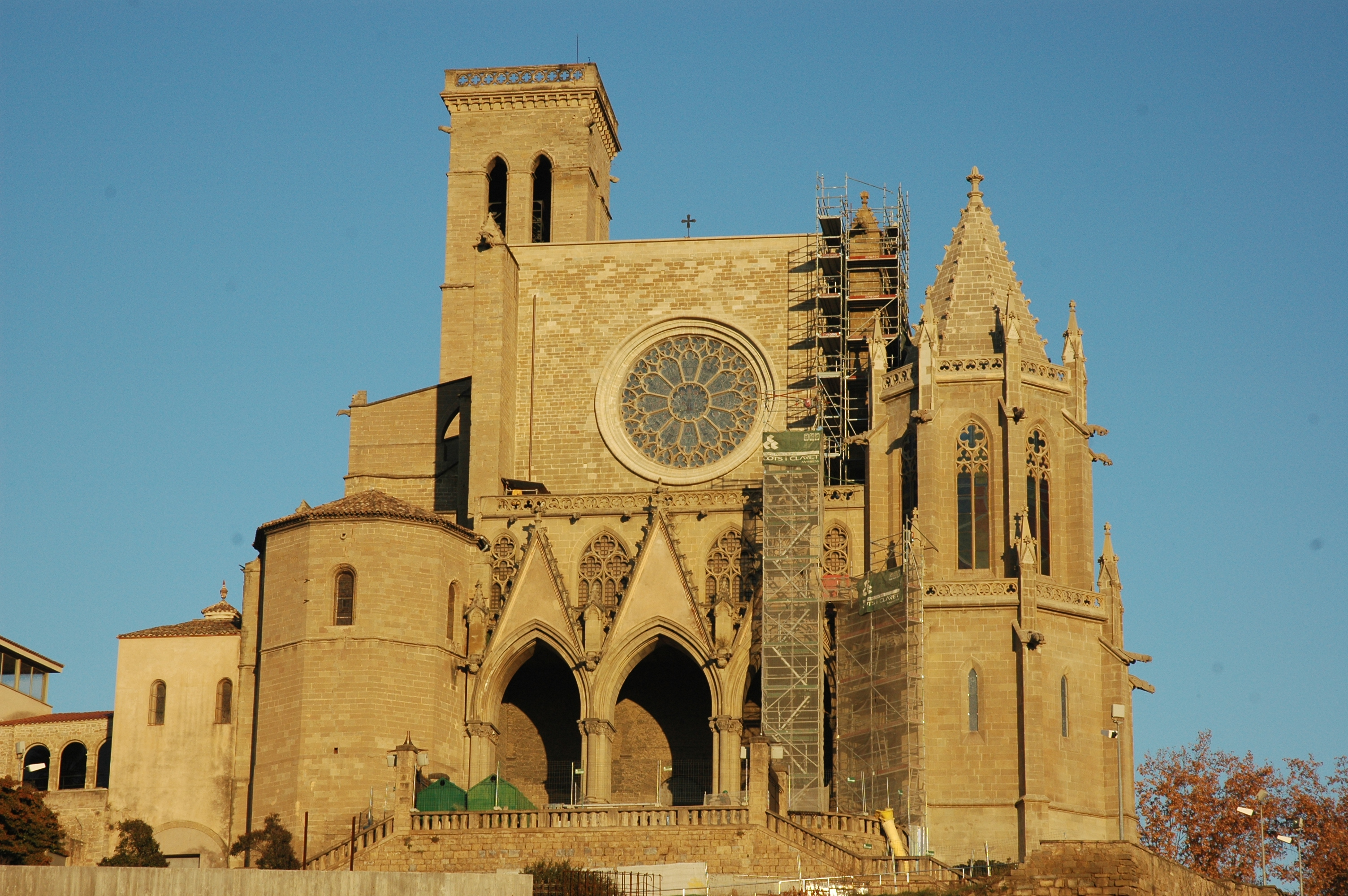
La Seo

A partir de ese momento, Manresa empezó a crecer, organizarse, enriquecerse, dirigiéndose hacia lo que sería su «gran siglo». El gran nivel de organización gremial se pone de manifiesto en las cofradías que ya aparecen en el siglo XVIII y que serán las verdaderas mecenas de las obras del siglo siguiente.

Este incremento de la actividad es gratificado con el aumento de los privilegios otorgados por los reyes a la ciudad. Destacan las dos ferias que le conceden: la de la Ascensión en 1283, por Pedro III el Grande, y la de San Andrés en 1311, por Jaime II, unas ferias que todavía perduran en la actualidad.

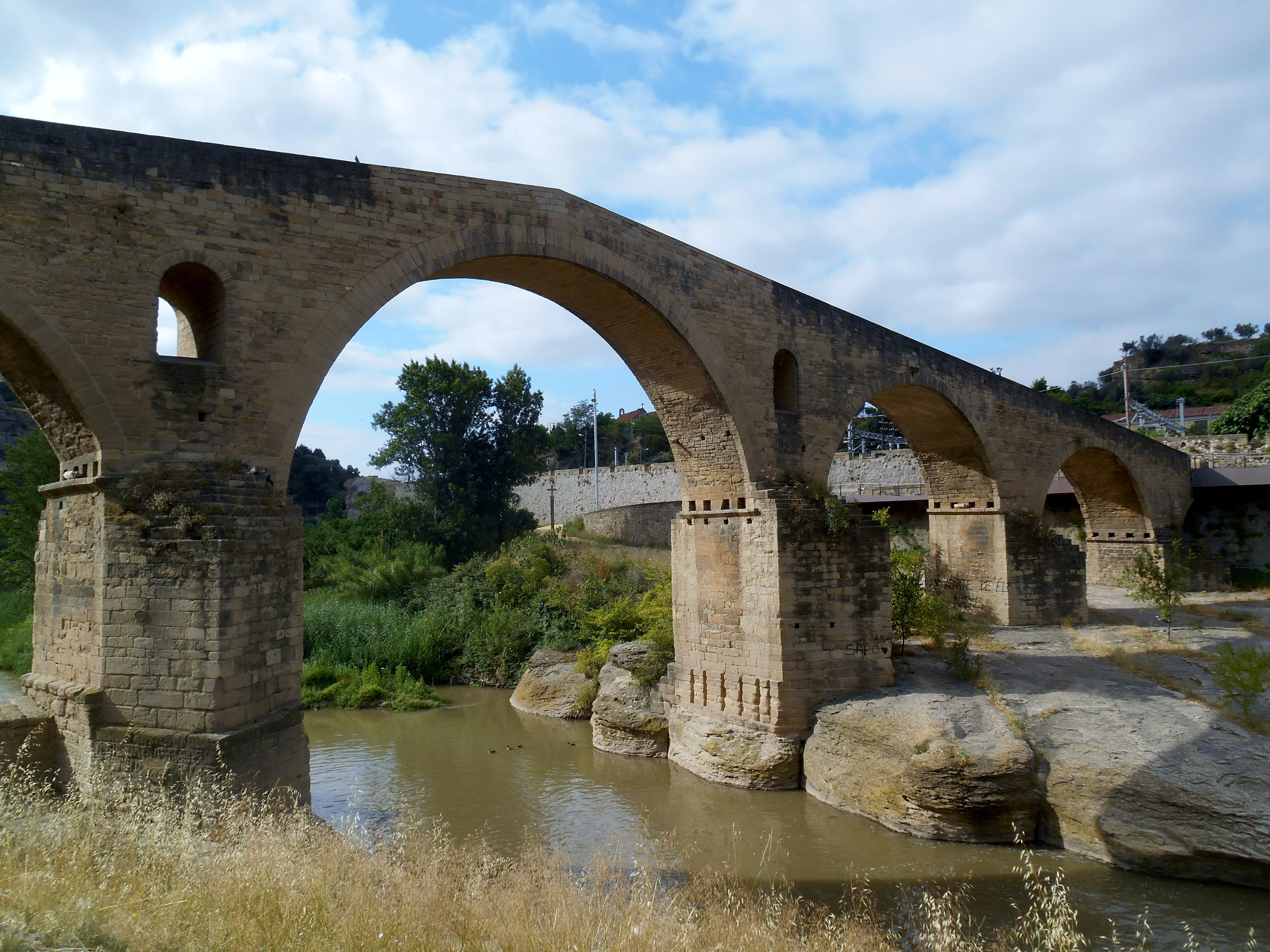
Puente Viejo de Manresa

En estas circunstancias, la ciudad experimenta un gran crecimiento demográfico; genera riqueza y trabajo, atrayendo excedentes de otras poblaciones, los segundones de las grandes masías acuden a ejercer actividades industriales y comerciales, e incluso la pequeña nobleza rural se siente atraída por la comodidad de la vida ciudadana y construye sus casas en Manresa. En estos momentos empieza la vida de dos barrios que adquirirán gran importancia: el de la Plana de San Miguel, con una población dedicada al comercio, y el barrio de las Codinas o Escodines, de población campesina. Había también, en esa época, una importante comunidad judía, ubicada en la actual Bajada de los Judíos, en la que tenían una escuela, una sinagoga y unos recientemente encontrados mikvah; se dedicaban, principalmente, al préstamo y profesiones liberales. Vestían de una manera peculiar que permitía identificarlos con facilidad. Su presencia nunca fue problemática ni se ha encontrado prueba alguna que delatara persecuciones o disturbios. Desaparecen, como comunidad, a finales del siglo XIV.

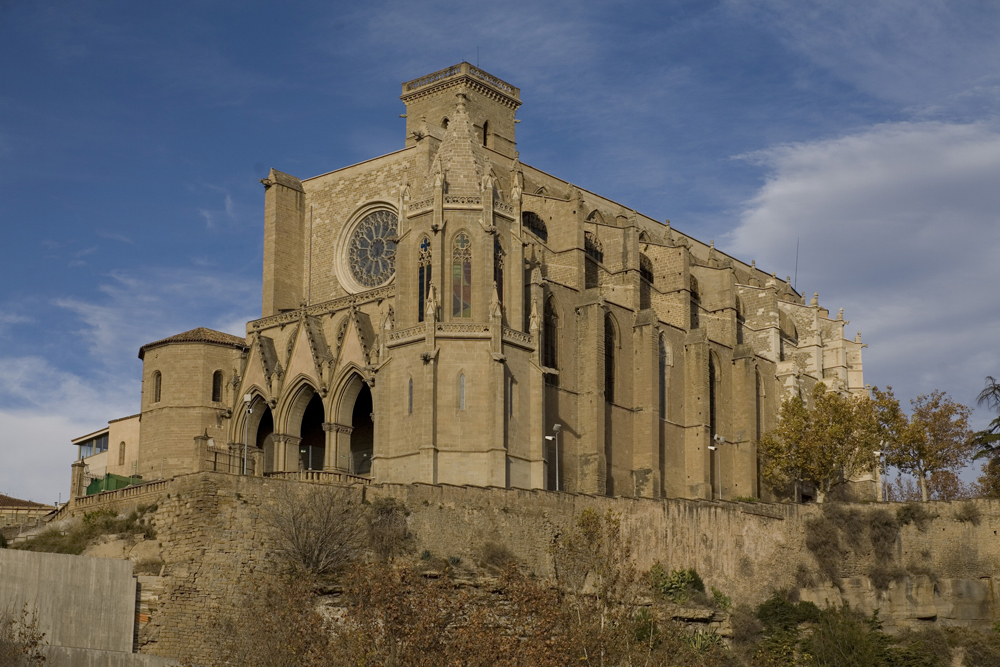
Seo de Manresa

Durante la primera mitad del siglo XIV, Manresa entra en una época dorada que, con frecuencia, se denomina como el gran siglo manresano: el siglo gótico. Período de esplendor en los ámbitos demográficos, económicos y urbanísticos, con obras religiosas y civiles de gran envergadura: La Seo, iglesia del Carmen, de San Pedro mártir, de San Miguel, de San Andrés, de Santa Lucía, el convento de San Pablo, el monasterio de Santa Clara, el de Valldaura, Pont Nou y la obra principal de la ingeniería hidráulica del siglo XIV, la acequia de Manresa. Algunos historiadores han cifrado la población de Manresa, en esta época, en unos 3000 habitantes.
El rey Jaime I, en una visita a la ciudad, realizada en 1231, confirma el título de la ciudad, que desde el siglo XI había ido cayendo en desuso. Concede, asimismo, diversos privilegios referentes al régimen municipal que iría evolucionando hasta el Consejo de Ciento que acabaría en el siglo XIV. La visita de Jaime I no fue la última visita real; también fue visitada por Alfonso IV, Juan I y, sobre todo, por Pedro IV, que tenía una especial predilección por Manresa ya que había estado hospedado en septiembre de 1344, julio de 1375 y, anteriormente, en 1351, cuando se encontró con su cuñado Carlos el Doliente, rey de Navarra, alojándose, ambos, en la hostería del convento de los Predicadores.
El aumento demográfico se estancó a causa de la peste de 1348, año en que la población disminuyó hasta el punto que se consideró una crisis demográfica. La prosperidad de Manresa empezó a decaer, viviéndose un clima de perpetua inseguridad que favoreció la aparición de los bandoleros.
Siguiendo la tendencia general de Cataluña que entró en una etapa de decadencia respecto a otras tierras peninsulares, los siglos posteriores fueron de un crecimiento lento. Epidemias, problemas dinásticos y, sobre todo, la Guerra civil que enfrentó a la Generalidad con el rey Juan II durante el decenio de 1462-1472.

### Edad Moderna
Un hecho tendría gran trascendencia posteriormente para la ciudad: la estancia de Ignacio de Loyola en los años 1522-1523, en la gruta ahora llamada cueva de San Ignacio.
Después del Decreto de Nueva Planta (1714), la ciudad se confirmó como la capital del corregimiento de Manresa, que agrupaba los territorios del Bages, Llusanés y Moyanés.

### Edad Contemporánea

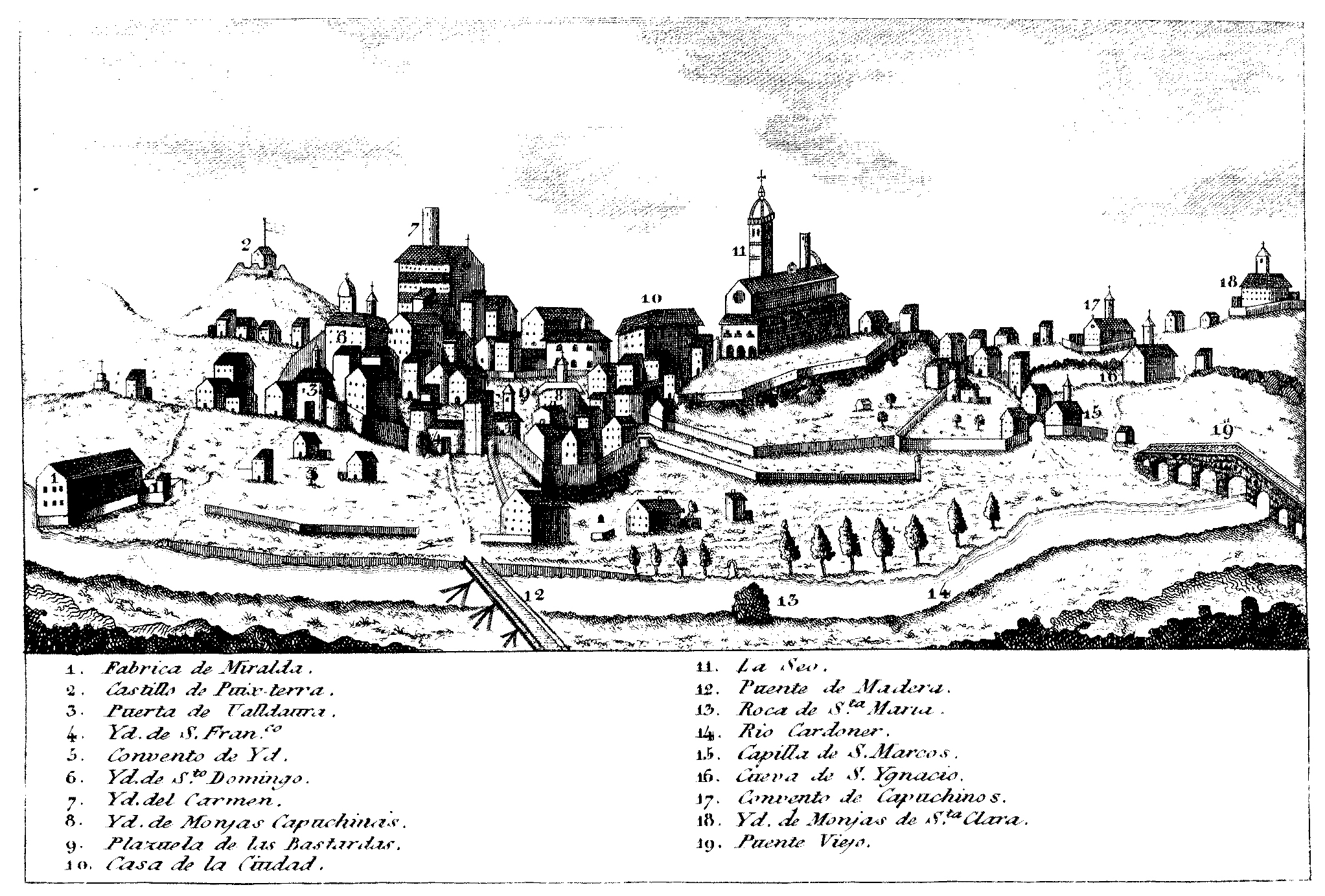
Vista oriental de la ciudad en un grabado de la primera mitad del

El esplendor de la ciudad, como tal, se recuperaría durante el siglo XX. Después de unos inicios de centuria marcados por la guerra de la Independencia española, en la que Manresa tuvo un destacado papel (quema del papel sellado y la batalla del Bruch, 1808), la ciudad consiguió consolidarse como uno de los centros industriales textiles más importantes de Cataluña.
En 1864 el industrial residente en la población de Manresa Juan Oliveras Gabarró, patentó un carruaje que denominó Velocífero y que, evidentemente funcionaba sin la necesidad de caballerías. Su tracción era mediante pedales accionados por el conductor, es decir, se trataba de un híbrido entre una bicicleta y un carruaje. Lo relevante de este carruaje es el estudio que su inventor hizo sobre la forma de emplear la fuerza humana sobre la rueda, analizando los existentes mediante pedales, cadenas y engranajes. Juan Oliveras optó por emplear la fuerza directamente sobre el eje, permitiendo el empleo simultáneo de pies y manos de una forma lo más natural posible, para aprovechar así la fuerza ejercida al máximo. El vehículo estaba dotado de tres ruedas, una delantera y dos traseras, en un chasis rígido sobre el que estaba montada la caja para los ocupantes, con un sistema de suspensión mediante muelles entre chasis y caja. Su inventor cifraba su velocidad entre los 10 y 12 km/h en llano. Por lo menos se sabe de la construcción de un ejemplar de este velocífero, que circuló entre las localidades de Manresa y Sant Fruitós del Bages el 1 de noviembre de 1866, día de Todos los Santos, cuyo viaje recogió el diario El Manresano en su edición del día 4: «El jueves, día de Todos los Santos, vimos en la carretera de Vich un elegante coche Velocífero, construido por un industrial de nuestra ciudad. Iban en el coche dos personas y, en breve tiempo se trasladaron al vecino pueblo de San Fructuoso del Bages, donde la nueva máquina movida sin el auxilio de caballerías, causó la admiración de aquellos vecinos».

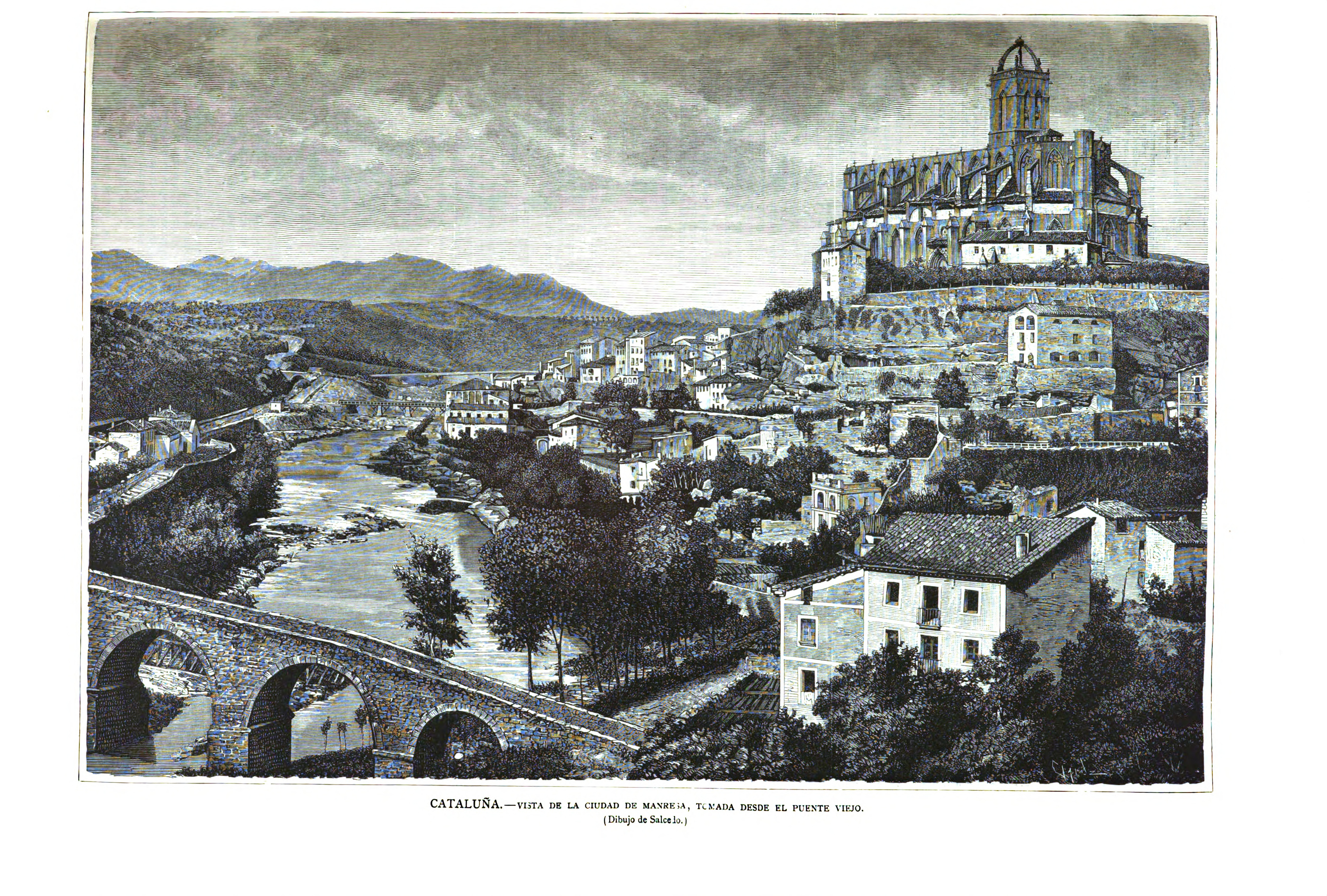
Vista de Manresa publicada en La Ilustración Española y Americana (1881)

La ciudad se extendió rápidamente por los alrededores de las carreteras de Vich y de Cardona, y por el paseo de Pedro III. En el año 1892, la Asamblea Catalanista aprobó, en el salón de sesiones del Ayuntamiento las Bases de Manresa, primer documento escrito acerca de los objetivos políticos del catalanismo.
Durante los primeros años del siglo XX hubo una gran movilización política y social en la ciudad. En el primer decenio nacieron diversas fundaciones de signo cultural y social, que todavía se mantienen en activo y con proyección extraciudadana: Orfeón Manresano (1901); Centro de Excursionistas de la Comarca de Bages (1905) y el Esbart Manresano de Danzaires (1901). Durante el breve período de la segunda república (1931-1936), se construyeron importantes obras públicas de ámbito sanitario, educativo y cultural.
Durante las primeras semanas de la Guerra Civil, las autoridades republicanas ordenaron la destrucción de numerosos edificios religiosos, como las iglesias del Carmen, Predicadores y de San Miguel, causando un daño irreparable al hasta entonces rico patrimonio religioso manresano. En paralelo, se desató una represión brutal contra los miembros del clero y los elementos conservadores de la ciudad. Manresa sufrió dos bombardeos por parte de la aviación del bando sublevado, el 21 de diciembre de 1938 y el 19 de enero de 1939, que causaron varias decenas de muertos. El 24 de enero de 1939, tras huir en desbandada las fuerzas republicanas, las tropas del Cuerpo del Ejército del Maestrazgo entraron en la ciudad.
Después de la Guerra Civil, la ciudad vivió unos años muy difíciles, pero emprendió el camino del crecimiento económico y entró en una larga fase de expansión urbanística causada, en gran parte, por la afluencia de inmigrantes del sur de España. También fue escenario de la grabación de la película Plácido. En 1989, Manresa celebró el milenario de su existencia como ciudad.

## Demografía
Manresa cuenta con una población de 80 201 habitantes (INE 2024).
| Gráfica de evolución demográfica de Manresa entre 1842 y 2021 |
| |
| Población de derecho según los censos de población del INE Población de hecho según los censos de población del INEEn 1857 crece el término del municipio porque incorpora a Rodos y Ferreus |

## Economía

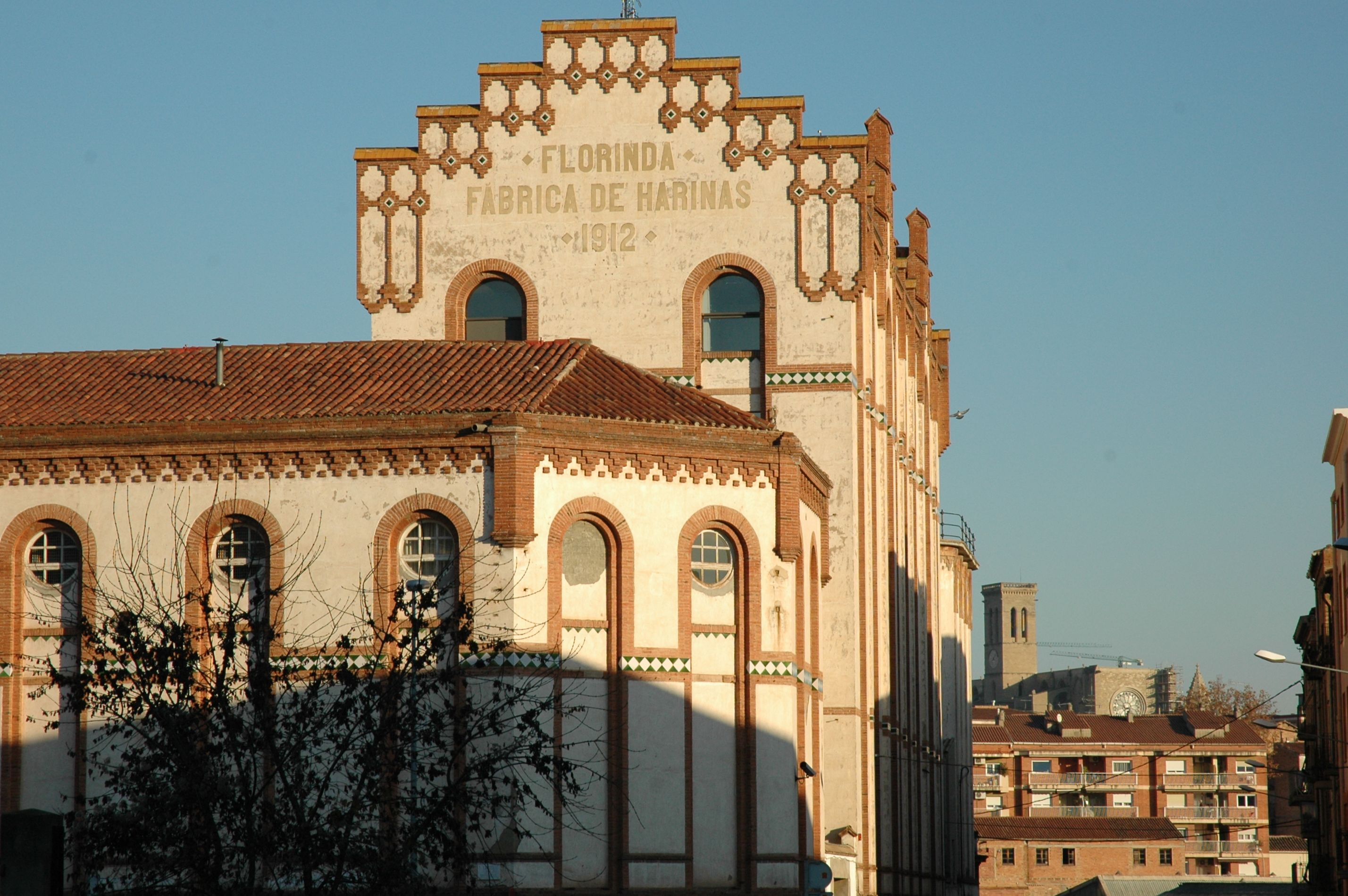
Farinera la Florinda

Josep Pla escribió: Manresa las fábricas se confunden con los conventos, y los conventos con las fábricas. Ambas cosas ya forman parte de la historia.
A pesar de que las actividades industriales y servicios son los más destacables, el sector primario no está totalmente marginado. El regadío, que aprovecha el agua de la histórica acequia de Manresa, se dedica, especialmente, a las verduras, legumbres y fruta, como también a los cereales, trigo, maíz, patatas y forraje. En el secano predominan los cereales y el forraje. La ganadería se centra, especialmente, en la producción del cerdo y bovino. La tradición industrial se remonta a los siglos medievales.[cita requerida]
El sector terciario es muy importante, como corresponde a una capital de comarca de sus dimensiones.
Su condición de núcleo radial de vías de comunicación es un factor relevante en la actividad comercial de Manresa.

## Administración y política

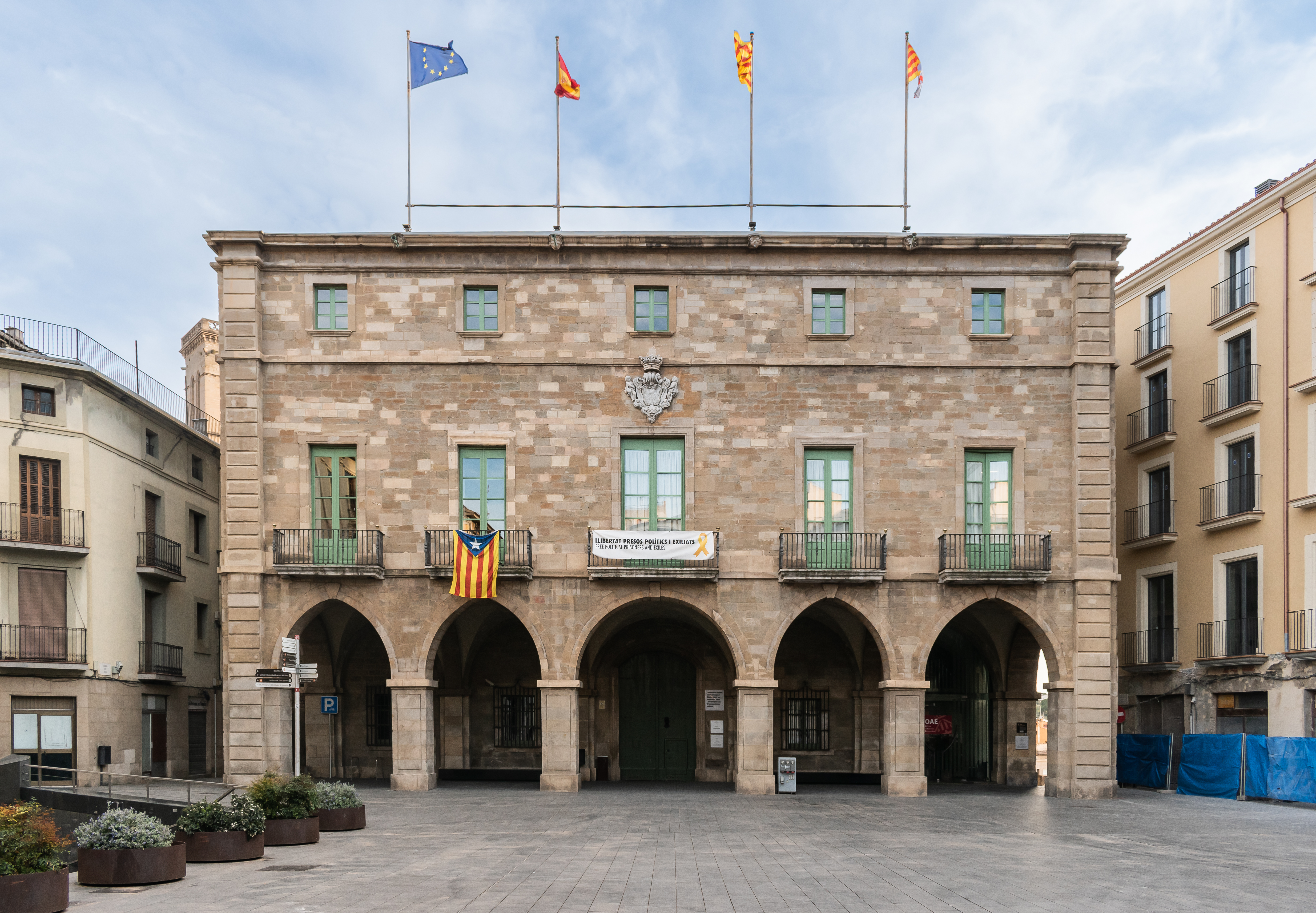
Ayuntamiento de Manresa

El ayuntamiento, donde tuvo lugar en 1892, la asamblea redactora de las Bases de Manresa, está situado en un edificio histórico del siglo XVIII, en la plaza Mayor, en el centro del núcleo antiguo, donde también se encuentra su consejo comarcal del Bages.
| Periodo   | Nombre                       | Partido | Partido                                    |
| --------- | ---------------------------- | ------- | ------------------------------------------ |
| 1979-1987 | Joan Cornet i Prat           |         | Partit dels Socialistes de Catalunya (PSC) |
| 1987-1995 | Juli Sanclimens i Genescà    |         | Convergència i Unió (CiU)                  |
| 1995-2003 | Jordi Valls i Riera          |         | Partit dels Socialistes de Catalunya (PSC) |
| 2003-2011 | Josep Camprubí i Duocastella |         | Partit dels Socialistes de Catalunya (PSC) |
| 2011-2020 | Valentí Junyent i Torras     |         | Convergència i Unió (CiU)                  |
| 2020-act. | Marc Aloy i Guàrdia          |         | Esquerra Republicana de Catalunya (ERC)    |

| Partido político                                         | 2023  | 2023  | 2023       | 2019  | 2019  | 2019       | 2015  | 2015  | 2015       | 2011  | 2011  | 2011       | 2007  | 2007  | 2007       |
| Partido político                                         | %     | Votos | Concejales | %     | Votos | Concejales | %     | Votos | Concejales | %     | Votos | Concejales | %     | Votos | Concejales |
| Esquerra Republicana de Catalunya (ERC)                  | 23,74 | 5928  | 7          | 28,13 | 9119  | 8          | 23,10 | 6391  | 7          | 11,56 | 3089  | 3          | 11,90 | 3153  | 3          |
| Junts per Catalunya (JxC)-Convergència i Unió (CiU)      | 20,03 | 5001  | 6          | 28,10 | 9109  | 8          | 29,14 | 8065  | 9          | 35,01 | 9356  | 11         | 28,92 | 7665  | 8          |
| Partit dels Socialistes de Catalunya (PSC)               | 14,34 | 3582  | 4          | 14,63 | 4743  | 4          | 10,71 | 2963  | 3          | 12,49 | 3339  | 4          | 26,61 | 7054  | 8          |
| Candidatura d'Unitat Popular (CUP)                       | 9,55  | 2385  | 3          | 10,08 | 3269  | 3          | 10,88 | 3010  | 3          | 7,41  | 1981  | 2          | 6,00  | 1590  | 1          |
| Partit Demócrata Europeu Català (PDeCAT)                 | 8,74  | 2183  | 2          | —     | —     | —          | —     | —     | —          | —     | —     | —          | —     | —     | —          |
| Front Nacional de Catalunya (FNC)                        | 6,48  | 1618  | 2          | —     | —     | —          | —     | —     | —          | —     | —     | —          | —     | —     | —          |
| Vox                                                      | 6,15  | 1537  | 1          | 1,32  | 429   | 0          | —     | —     | —          | —     | —     | —          | —     | —     | —          |
| Partit Popular de Catalunya (PP)-Alianza Popular (AP)    | 4,77  | 1192  | 0          | 2,59  | 840   | 0          | 4,94  | 1368  | 0          | 9,35  | 2498  | 3          | 6,92  | 1833  | 2          |
| En Comú Podem (ECP)-Iniciativa per Catalunya Verds (ICV) | 3,67  | 918   | 0          | 3,04  | 988   | 0          | 3,32  | 918   | 0          | 4,33  | 1157  | 0          | 8,10  | 2146  | 2          |
| Ciutadans (CS)                                           | 0,61  | 153   | 0          | 7,04  | 2282  | 2          | 6,62  | 1832  | 2          | —     | —     | —          | 1,47  | 390   | 0          |
| Democràcia Municipal (DM)                                | —     | —     | —          | —     | —     | —          | 5,54  | 1534  | 1          | —     | —     | —          | —     | —     | —          |
| Plataforma per Catalunya (PxC)                           | —     | —     | —          | —     | —     | —          | 1,90  | 526   | 0          | 8,95  | 2391  | 2          | 5,81  | 1539  | 1          |

## Patrimonio
La ruta medieval

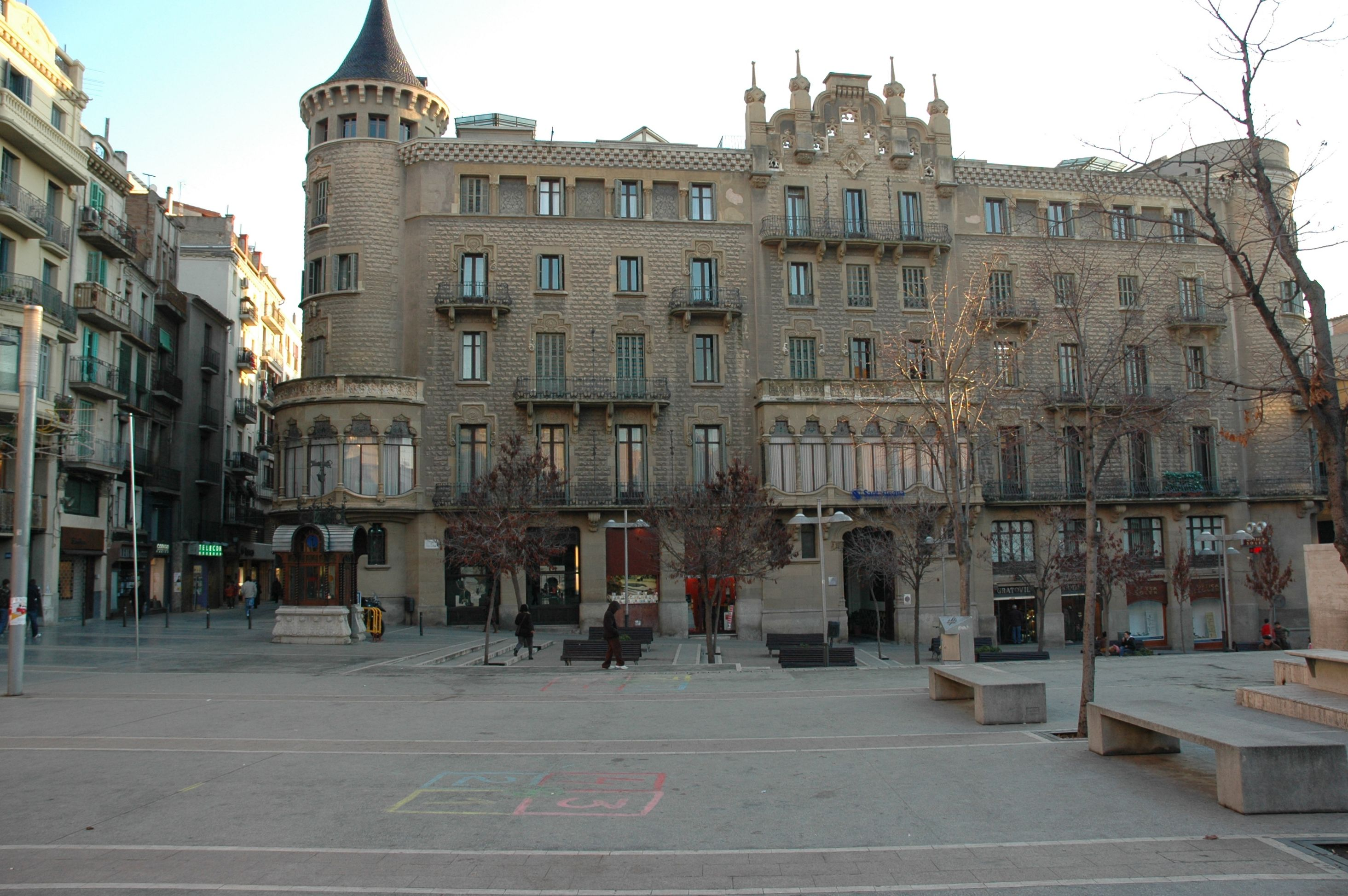
Casa Torrents

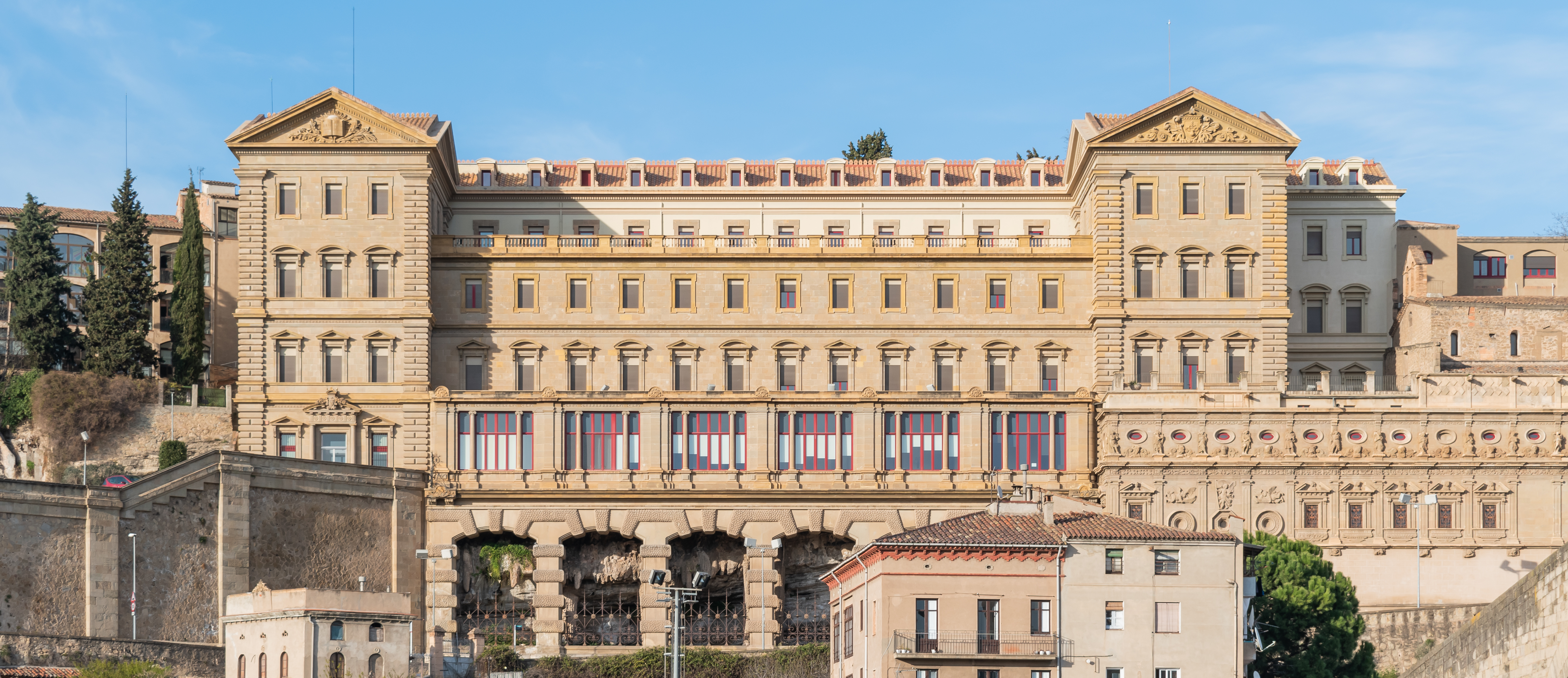
Cueva de San Ignacio

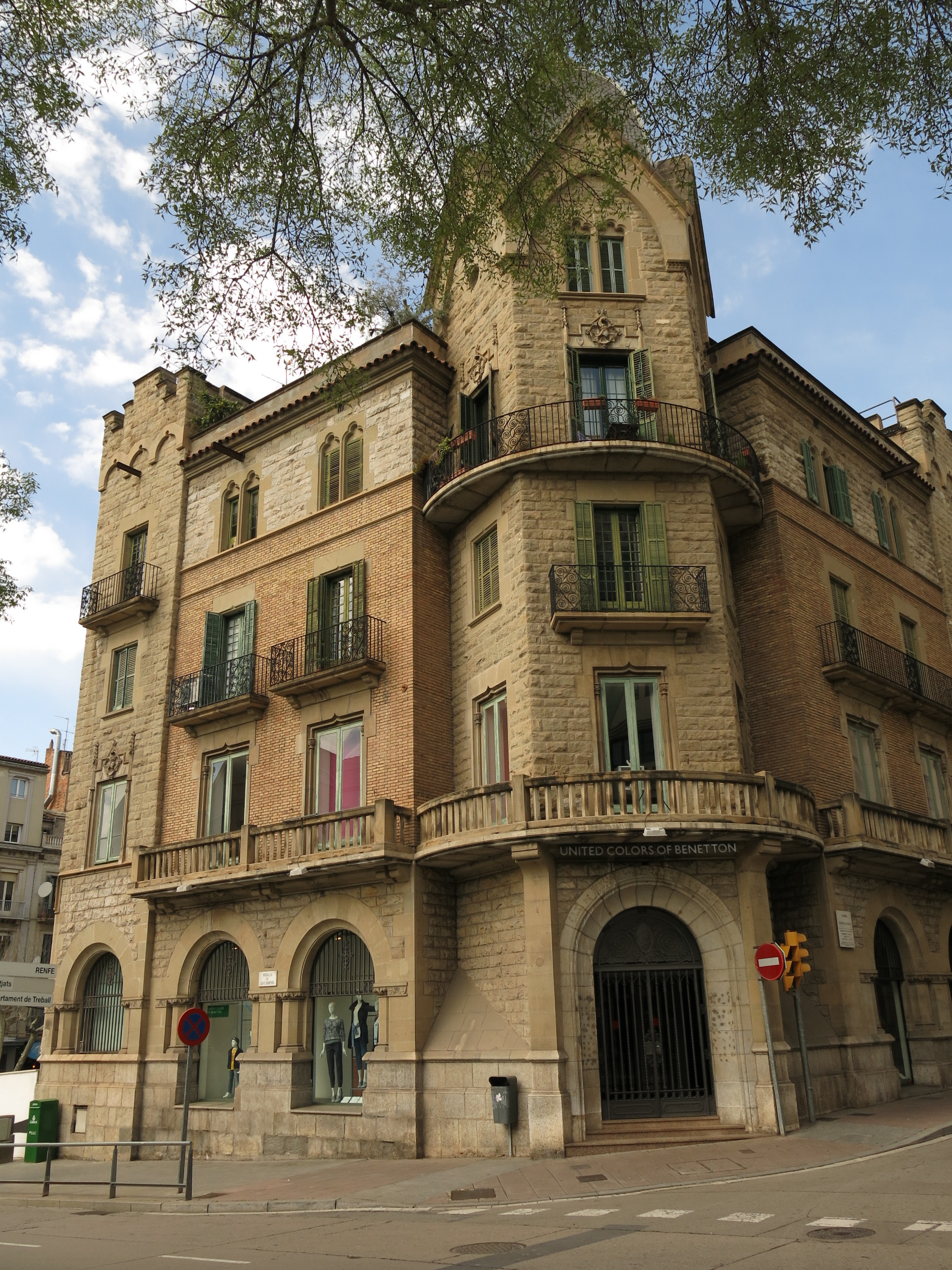
Casa de la Cultura de la Caja de Pensiones

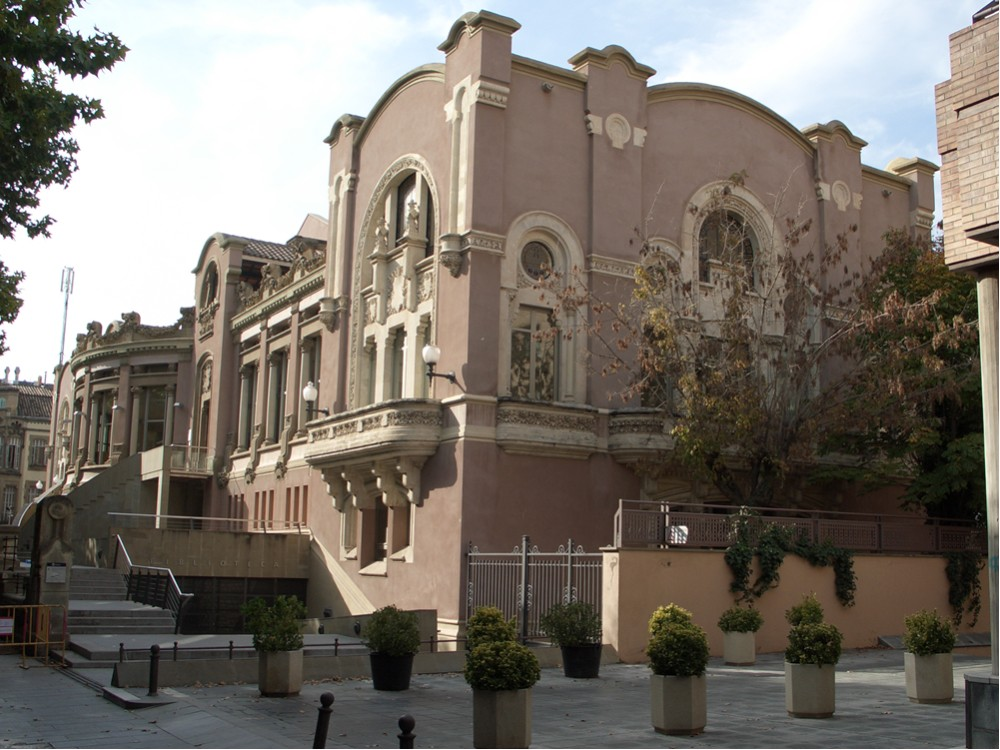
Casino de Manresa

- Colegiata Basílica de Santa María de la Aurora (La Seo)
- El puente Viejo
- El puente Nuevo
- La calle del Balç
- La muralla

- Cueva de San Ignacio
- Museo comarcal

La ruta barroca
- El palacio de Justícia
- El ayuntamiento
- Ca l'Oller
- La capilla del Rapto
- La capilla de San Ignacio Enfermo

La ruta modernista
- Cal Jorba
- Casino de Manresa
- Casa Lluvià
- Casa Torrents (La Buresa)
- Convento de Santa Clara
- Museo de la Técnica

La ruta industrial
- Chimenea de la fábrica de licores de Manresa Alta
- Harinera La Favorita
- Harinera L'Albareda
- Harinera La Florinda
- Antigua escuela de artes y oficios

## Cultura

### Deportes
El deporte estrella de la ciudad es el baloncesto y el principal equipo el Bàsquet Manresa, fundado en 1931 y que disputa la liga ACB, competición que ganó en la temporada 1997/1998. Los partidos se juegan en el pabellón del Nou Congost, con una capacidad de 5000 espectadores.

### Educación
Además de diversos centros de educación primaria, secundaria, bachillerato y ciclos formativos, Manresa es sede de dos universidades: la Escuela Politécnica Superior de Engenierías de Manresa (EPSEM), antiguamente Escuela Universitaria Politécnica de Manresa y perteneciente a la Universidad Politécnica de Cataluña, y la Fundación Universitaria del Bages. Además alumnos de medicina de la UIC (Universitat Internacional de Catalunya) realizan sus prácticas en la XHUP del hospital Sant Joan de Deu.

### Ferias y fiestas
Feria de L'Aixada. Fin de semana posterior a las fiestas de la Luz. Se trata de una feria medieval en la que en la parte vieja de la ciudad se recrea la vida del siglo XIV con multitud de representaciones y actos (luchas medievales, cetrería, paradas de artesanos).
- 21 de febrero: Fiesta de la Luz
- Fiestas de la Luz: fiesta mayor de invierno en la que se empieza, según la tradición, el misterio que narra la llegada de una luz desde Montserrat que permitió que el obispo de Vich levantase la excomunión que pesaba sobre los manresanos a causa de la construcción de la acequia
- Semana Santa: procesión

Agosto
- Fiesta mayor: el último domingo y lunes del mes

Octubre
- Festival Internacional de cine negro de Manresa (sin celebrarse desde la edición del 2011)
- Semana solidario, feria de ONG
- Ecoviure

Noviembre
- Feria Mediterrania de Manresa

Feria de l'Expobages i Ascensió (penúltimo fin de semana de mayo)
Feria de Sant Andreu (el último fin de semana de noviembre)
Feria de Santa Llúcia (13 de diciembre y fin de semana más cercano al 13)